# Embargoware
Unter Embargoware versteht man Waren oder Warengruppen, die im Falle eines Handelsembargos für ein bestimmtes Land oder eine Gruppe von Ländern nicht mehr frei angeboten oder gehandelt werden dürfen.

## Gründe für ein Embargo
Die Regierung eines Landes möchte der Regierung eines anderen Landes seinen Willen oder politische Richtung aufzwingen. Dazu gibt es verschiedene Abstufung von Einflussnahme über diplomatischen Druck, öffentliche Verurteilung, Bündnispolitik, Handelsembargo bis zu einer kriegerischen Auseinandersetzung. Die Überlegung geht davon aus, dass jedes Land in einer arbeitsteiligen Welt entweder Rohstoffe exportiert oder Halbfertig- und/oder Fertigprodukte importiert. Unterbindet man diesen Handel, so kann der Druck auf die jeweilige Regierung erhöht werden. Über die Notwendigkeit und den Umfang eines Embargos herrscht aber meist tiefe Uneinigkeit.

## Gründe für bestimmte Waren/-gruppen
Es gibt politische, militärische und wirtschaftliche Gründe, bestimmte Waren- oder Warengruppen vom Handel auszuschließen. In der Zeit des Kalten Krieges waren es hauptsächlich militärwirtschaftliche Gründe. Da die Güte einer Waffe über Sieg oder Niederlage im Falle eines Krieges entscheiden könnte, war ein Hauptanliegen, hochtechnologische Produkte nicht in die Hände eines möglichen zukünftigen Gegner fallen zu lassen.

## Embargogüter
Besonders Produkte aus dem Bereich der Hochtechnologie wurden in der Zeit des Kalten Krieges als „Embargoware“ eingestuft. Man wollte damit hauptsächlich den Ländern des Warschauer Paktes den Zugang zu folgenden eventuell militärisch wichtigen Produkten erschweren:
Liste: (nicht vollständig)
- Kriegswaffen
- Rechnertechnik Computer ab einer definierten Leistungsklasse
- Prozessoren
- Software-Quelltexte für besondere Einsatzbereiche wie CAD, FEM etc.
- CNC-Steuerungen
- Kerntechnische Anlagen
- GPS-Technik
- Uran-Anreicherungsanlagen
- Maschinen für die Rüstungsindustrie

Mit der CoCom-Liste wurde eine vollständige Liste aller Waren definiert, die aus der Sicht der USA nicht in Länder des Ostblocks kommen sollen oder dürfen.

## Betroffene Länder oder Ländergruppen
In der Zeit des Kalten Krieges waren dies: (Liste nicht vollständig)
- Die früheren Mitgliedsländer des Warschauer Paktes: UdSSR, DDR, Polen, Ungarn, Rumänien, ČSSR etc.

Andere Länder, die von Embargos betroffen sind und/oder waren:
- Nordkorea
- Libyen
- Iran
- Südafrika (während der Zeit der Apartheid)

## Definition „Dual-use“

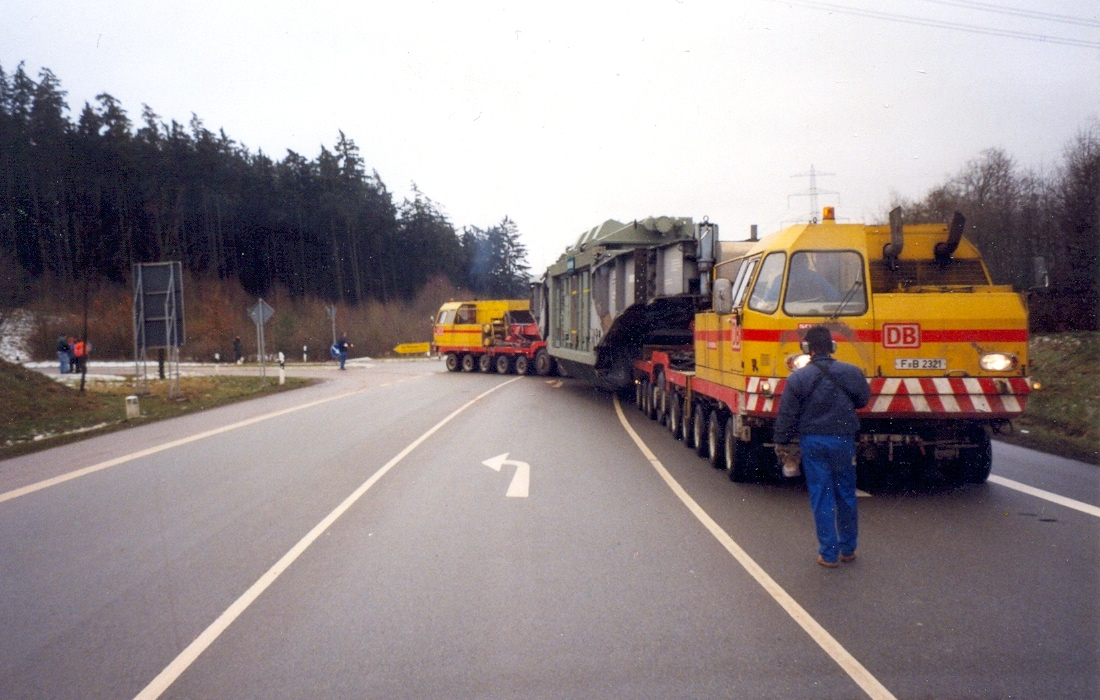
Harmlos: Transport eines Transformators mit ca. 300 t

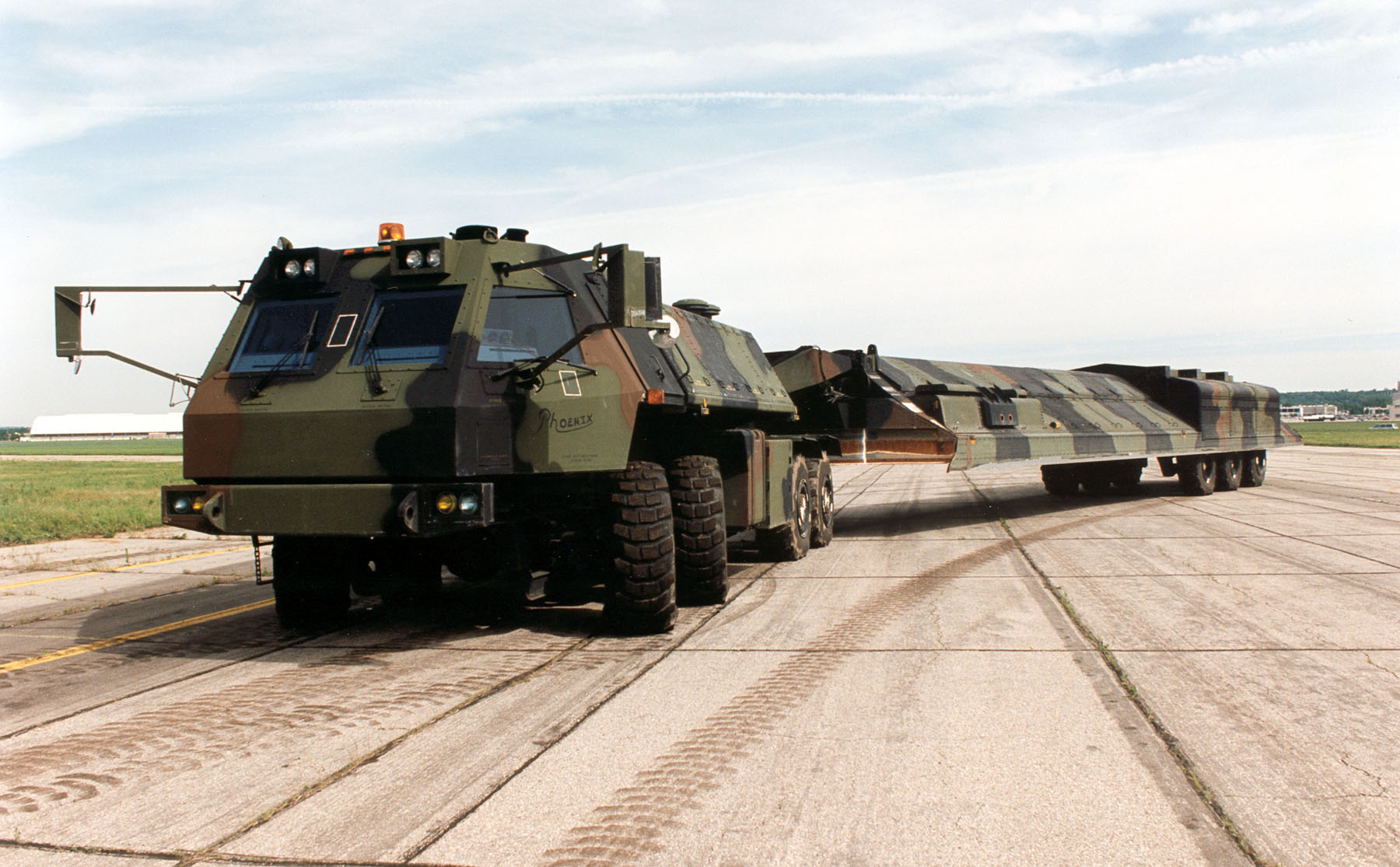
MGM-134A Small Intercontinental Ballistic Missile (SICBM) Hard Mobile Launcher (HML) (geplante Einführung des Trägersystems wurde von den USA 1992 eingestellt)

Als Dual-Use-Produkte (sinngemäß: „andere Verwendung eines Produktes“) werden Güter oder Anlagen bezeichnet, die im eigentlichen Sinne harmlos sind und auf den ersten Blick keine Verdacht auf Embargoware lenkt.
Beispiele für Dual-Use: (Liste nicht vollständig)
- Molkereianlagen könnten zur Erzeugung von Biowaffen umfunktioniert werden.
- Schwerlast-LKW könnten als mobile Raketenabschussrampen verwendet werden.
- Milchpulverprodukte könnten ebenso für die Erzeugung von Biowaffen verwendet werden.
- Hochleistungscomputer könnten zum Knacken von Codes oder Berechnen von Rüstungsgüter verwendet werden.
- Tiefziehpressen könnten u. a. zur Herstellung von Munition verwendet werden.
- Teflonbeschichtete Ventile und Rohrleitungen für Meerwasserentsalzungsanlagen oder Fabriken für chemische Kampfstoffe

## Umgehung von Embargo

### Illegale Umgehung
Länder die von Embargos betroffen sind, versuchen diese so gut es geht durch Handel über unverdächtige dritte Länder zu vertuschen. Der illegale Handel von solchen Embargowaren verspricht dem (ggf. zwielichtigen) Kaufmann einen massiven Extraprofit. Daher wird dieser Handel meist nur mit „harten Devisen“ (also: Dollar, EURO, früher DM) in Form von Bargeld gehandelt, um möglichst wenige Spuren zu hinterlassen. Die Ware wird dann meist in den Lieferpapieren unverdächtig deklariert und über dritte Länder mehrfach gehandelt, bis sich die Spur langsam verläuft. Das erhöht die Kosten für diese Produkte, da mit jedem Zwischenhändler dieser in einer Form mit verdienen will.
In der früheren DDR wurde dazu eigens im Ministerium für Außenhandel der Bereich Kommerzielle Koordinierung („KoKo“) gegründet.

### Legale Umgehung
Da für jedes Produkt eine Artikelbezeichnung auf den Lieferpapieren verwendet wird, achten in exportstarken Ländern viele Firmen sehr genau auf die Texte und Bezeichnungen. Wird nur ein Begriff leicht verändert, kann ein Artikel unter den Verdacht kommen, er würde unter Embargoware fallen. Dies würde am Flughafen, Hochseehafen oder beim Zoll zu einer extrem langen Bearbeitungszeit führen oder im schlimmsten Fall zur Beschlagnahme. Auf Grund der oft unterschiedlichen Auslegungen von Embargobestimmungen kann das, was im einen Fall nach eine legale Kennzeichnung ist, im anderen Fall von anderen Zollbehörden als illegal eingestuft werden. Bei einigen Produkte herrscht auf Grund verschiedener Auslegungen der Bedarf einer vorherigen Klärung bei Handelskammern oder beim zuständigen Ministerium (in den deutschsprachigen Ländern ist es das für Wirtschaft zuständige Ministerium) durch eine Ausfuhrgenehmigung.

## Deklaration
Distributoren von Hochtechnologiegüter wurden daher aufgefordert, auf den Lieferpapieren eine klare und deutliche Kennzeichnung anzubringen, dass die Lieferung oder Teile davon unter Embargobestimmungen fallen und dass der Empfänger dadurch klar informiert wird.

## Typische Deklarationshinweise

### Software
Beispiel: Der US-Softwarehersteller Adobe zu Exportbeschränkung:

„9. Ausfuhrbestimmungen.
Sie verpflichten sich, die Software nicht auf eine Weise zu verwenden bzw. nicht in ein Land zu
versenden, zu übertragen oder auszuführen, in das laut Ausfuhrbestimmungen der Vereinigten Staaten
bzw. anderer Ausfuhrgesetze, -beschränkungen oder -regelungen (im Folgenden als „Ausfuhrgesetze“
bezeichnet) eine Ausfuhr untersagt ist. Unterliegt die Software darüber hinaus der Ausfuhrkontrolle
gemäß den Ausfuhrgesetzen, sichern Sie zu, dass Sie weder Staatsangehöriger noch Ansässiger eines
Landes sind, für das ein Embargo verhängt wurde oder das sonstigen Einschränkungen unterliegt (einschließlich, aber nicht beschränkt auf, Iran, Irak, Syrien, 
Sudan, Libyen, Kuba und Nordkorea) und für Sie kein Verbot nach den Ausfuhrgesetzen gilt, die Software
entgegenzunehmen. Alle Rechte zur Verwendung der Software werden unter der Bedingung
gewährt, dass diese Rechte verwirkt werden, wenn Sie sich nicht an die Bedingungen dieses Vertrags
halten.“

Der Anwender muss während der Installation zustimmen, andernfalls kann die Software nicht installiert werden. (Stand: April 2014)

### Hardware
Typische Textbaustein sind/waren:

„Diese Ware unterliegt den Ausfuhrbestimmungen und darf nicht in Länder exportiert werden, die einer Ausfuhrsperre unterliegen.“

Diese oder ähnliche Hinweise sind auf Lieferscheinen und auch zum Teil als Aufkleber auf bestimmten Produkten auch heute noch zu finden. Ziel war und ist es, dass nicht aus Versehen Embargoware über ahnungslose Dritte (oder auch „Strohmänner“) das Embargo umgehen.